# Bortrykkelsen
Bortrykkelsen er en eskatologisk forestilling i visse former for kristendom, der indebærer, at det i de sidste tider skal ske, at alle troende kristne, som er i live – og afdøde kristne, der genopstår ved denne lejlighed – skal ”rykkes bort i skyerne”.
Mere specifikt stammer forestillingen fra 1. Thessalonikerbrev 4, 16–17, hvor der står:
| Citat | For Herren selv vil, når befalingen lyder, når ærkeenglen kalder og Guds basun gjalder, stige ned fra himlen, og de, der er døde i Kristus, skal opstå først. Så skal vi, der lever og endnu er her, rykkes bort i skyerne sammen med dem for at møde Herren i luften, og så skal vi altid være sammen med Herren. | Citat |
|       | |       |

Bortrykkelsesbegrebet anvendes hyppigst blandt konservative evangelikale teologer i USA, hvor det er alment kendt og har været genstand for mange populærkulturelle fremstillinger, hvorimod begrebet sjældent spiller nogen rolle i de fleste former for kristendom i Danmark.
Blandt tilhængere af begrebet er der betydelig uenighed om, hvornår denne bortrykkelse skal forekomme, og hvorvidt den Jesu genkomst, der ovenfor beskrives af Paulus, er den samme som den, der beskrives i Johannes' Åbenbaring.
Dispensationalister og andre tilhængere af den tro at visse bibelpassager handler om fremtiden og ikke den tid de er skrevet i, mener at bortrykkelsen vil ske enten før, under eller efter de trængsler som beskrives i Johannes' Åbenbaring og som nogle gange kaldes Antikrists regime. Visse bibelforskere mener at Antikrist enten er en fortidsperson, eller én der endnu ikke er kommet.
I mange religioner forudsiges der et klimaks, et jordens/menneskehedens endeligt, hvor alt får en ende, og noget helt nyt begynder. For visse grene af kristendommen er bortrykkelsen en del af indledningen til dette klimaks. For andre en del af afslutningen eller en begivenhed der indtræffer undervejs.
Bortrykkelsesteologien blev blandt især udbredt i USA, da den amerikanske præst C. I. Scofield (1843-1921) udgav en bibel med fodnoter som ifølge ham angav hvordan forskellige bibelpassager, især Johannes Åbenbaring, Thessalonikerbrevet og Daniels Bog, kunne bruges til at forudsige jordens fremtid.